# A Pogány Madonna
A Pogány Madonna 1980-ban forgatott, 1981-ben bemutatott magyar krimi-akció-filmvígjáték, melynek főszereplője Bujtor István (Ötvös Csöpi) és Kern András (Kardos doktor). A történet Bujtor novellájának filmre írásából született. A "Csöpi-filmek"- ként ismert sorozat első része.
Az alkotás nagy sikert ért el, noha eleinte sokan szkeptikusan, de legalábbis fanyalogva fogadták a „bunyós vígjáték” ötletét. Mára azonban legendássá vált a pofonosztó zsaru és Kardos doktor kettőse, amely a Pogány Madonna sikere után újabb Csöpi-filmekben szórakoztatta a közönséget.
A filmet Bujtor István és Mészáros Gyula írta és rendezte, zenéjét Aldobolyi Nagy György szerezte, producere Gulyás Lajos volt. Készítette a Mafilm Budapest Játékfilmstúdió, forgalmazta a Mokép.
A hazai mozik 1981. május 28-án mutatták be.

## Cselekmény
A tihanyi apátság múzeumából elrabolják a páratlan értékű, görög eredetű aranyszobrot, a Pogány Madonnát. A tetteseket fölfedező teremőrre, Somos tisztelendőre rálőnek, eszméletlen állapotban kórházba kerül. A nyomozás vezetésével megbízott, kissé nagyképű, de fantáziátlan és éhenkórász Kardos doktor a főnöke utasítására maga mellé veszi a szabálytalanságok miatt lefokozás előtt álló Ötvös Csöpit, aki a Balaton-környék legjobb nyomozója, kemény öklű igazságosztó hekus, egyben kitűnő sportember és remek vitorlázó.
A Balatonnál főidény van: ragyog a nyár, nyüzsögnek a külföldi turisták, és a füredi öbölben folyik a vitorlásverseny, amelynek Ötvös nemcsak résztvevője, hanem egyik szervezője is, nyomozóként pedig jó szimatú társa és egyben testőre a balfácán Kardosnak, aki sorozatos melléfogásai miatt semmire se menne nélküle – még magát se tudja megvédeni.
Kezdetben a nyomozás szálai a helyi galerihez vezetnek, az egyik tag, Vályi révén, akiben az eszméletre térő Somos tisztelendő támadóját – egykori szemináriumi évfolyamtársát – ismeri föl. Felkeresik a lakását Szántódon, ahol a felesége nem tudja megmondani, hová tűnt, csak azt, hogy elment az autójával az előző nap, és azóta nem jelentkezett. Aznap este a füredi diszkóhajón folytatódik a nyomozás, ahol Kardosba belekötnek, Ötvös viszont lerendezi a bandát. Itt találkozik a szintén vitorlázó Csík Istvánnal és feleségével, valamint egy furcsa angol figurával, Mr. P. Smith-szel. Vályit holtan találják a parti nádasba rejtett kocsijában, átlőtt fejjel. A helyszíneléskor levett ujjlenyomatok gyanúsnak tűnnek Ötvösnek: tudja ugyanis, hogy a fagylaltosként dolgozó, azonban számos simlisséggel plusz bevételre szert tevő öreg Matuskának sérültek úgy meg az ujjai. El is megy az öreghez, aki az unokájával, Bencével él egy halászkalyibában. Kiderül, hogy valóban ő fogdosta össze a kocsit, de korábban, a holttest később került bele. Bence ráakaszkodik Ötvösre, és mindenáron segíteni akar a nyomozásban, ami kifejezetten idegesíti Csöpit, különösen, hogy folyton kollégának hívja őt a kisfiú.
Előkerül még egy hulla: Siminszkié, az idős horgászé, aki feltehetően szemtanúja volt Vályi meggyilkolásának. A szomszéd stégen horgászó öregúr leírása alapján hamarosan egy meghatározott típusú vitorláshajóra terelődik a gyanú, s ezzel a nyomozás áttevődik a Kék Szalag mezőnyébe. A résztvevők szállodája előtti parkolóban van az az autó is, amelyikkel fent jártak az apátságnál. Át kellene vizsgálni őket, de Kardos nem egyezik bele, mert az szabálytalan. Ötvös cselhez folyamodik: teniszmeccsen vesz részt, Matuskával pedig ráveszi a vendégeket, hogy mosassák le a kocsikat (és ehhez adják át a kulcsokat). Egyikük, Soltész, a külföldre származott magyar, azonban nem kér a lemosatásból, tőle Bence lopja el a kulcsot, majd Ötvös sérülést színlelve lelép, kinyitja a kocsi hátsó részét, és vérnyomokra bukkan. Laborelemzés után kiderül, hogy az Vályi vére. Kardos le akarja tartóztatni Soltészt, de az belöki a Balatonba és egérutat nyer. Ötvös üldözőbe veszi, s izgalmas hajsza után, amely vízen, szárazon és levegőben zajlik, kézre keríti őt - az egyik autó csomagteréből Mr. P. Smith bukkan elő. Soltészt beviszik a füredi rendőrörsre, ahol nem hajlandó vallomást tenni - közben kiderül, hogy Vályi és Soltész gimnáziumi osztálytársak voltak. Ötvös információkat gyűjt, és Bécsbe telefonál.
Kardos szerint az egész ügy Soltész és Vályi közötti volt, Ötvös viszont rávilágít, hogy a Madonna még mindig nincs meg. Kardos szerint az egész csak házkutatás kérdése, és megköszöni Ötvösnek a szolgálatait, közölve, hogy innentől átveszi az ügyet. Ötvös a saját szakállára tovább folytatja a nyomozást, és közben újabb pofonokat oszt ki, amikor a galeri ismét megtámadja őt. Kardos nem találja a Madonnát a házkutatás alatt sem, eközben Ötvös elindul a vitorlásversenyen, ahol Csík Istvánék hajója furcsán imbolyog, eldől a szélviharban. Megnyeri azt, majd felmegy a szállodai szobába, ahol már várja őt Bence. A kisfiú az egyik nyeremény hajómodellel játszik a fürdőkádban, amely nem borul fel. Ötvös elmagyarázza neki, hogy ez azért van, mert a vitorlás alatt ott van a tőkesúly, ez tartja egyenesben. Ekkor jön rá, hogy a Madonnát Csík István hajójának tőkesúlyába rejtették, ettől az imbolygás. A versenyt követő fogadáson Ötvös a hajóhoz megy, megbontja a tőkesúlyt, és annak titkos rekeszéből előveszi a Madonnát. Ám ekkor két fegyver szegeződik rá: az egyik Csíkné kezében van, a másik Mr. P. Smith-ében. Már korábban kiderült, hogy Csíkné öt évig Soltész élettársa volt Bécsben. A naiv Csík István, aki az egészről semmit nem tudott, annak ellenére hajózott ki aznap, hogy Soltész jó előre elrejtette a vitorlákat, így tartalékot kellett kerítenie, és erős szél is fújt – mind-mind szerencsés körülmények, amelyek leleplezték a bűncselekményt. Vályinak azért kellett meghalnia, mert túl sokat tudott. Mr. P. Smith egy ékszerész, ő a rablás központi figurája, mert a lopott műkincsért minden pénzt megadna Csíknénak. Ötvös Bence segítségével ártalmatlanítja őket, majd Kardos is megérkezik – épp idejében. Az újságírók előtt ő aratja le a babérokat, de ez Ötvöst egyáltalán nem zavarja, sőt, meghívja Bencét egy kólára, akit már kollégának nevez, miután megmentette az életét.

## Szereplők
- Ötvös „Csöpi” Tibor (nyomozó, hadnagy)  – Bujtor István
- dr. Kardos Tibor (nyomozó, igazságügyi orvosszakértő) – Kern András
- Szemere nyomozó („Csapos”) – Benkő Péter
- Záray István (százados, balatonfüredi rendőrkapitány) – Zenthe Ferenc
- Bélai alhadnagy – Németh László
- Vályi Zoltánné – Hernádi Judit
- Matuska – Bánhidi László
- Bence (Matuska unokája) – Pálok Gábor (hangja: Pálok Sándor)
- Csík István, vitorlázó – Kállai Ferenc
- Csíkné Zsuzsa – Gór Nagy Mária
- Soltész Gábor, Csík mannschaftja – Kovács István
- Schumann, osztrák vitorlázó – Szilágyi István
- Frau Borg, teniszezőnő – Fridenzi Éva
- Siminszki, tihanyi horgász és a hotel éjjeliőre – Solti Bertalan
- Mr. P. Smith, angol ékszerész – Benedek Miklós
- Főapát – Némethy Ferenc
- Somos János tiszteletes, a múzeum teremőre – Tolnai Miklós
- Imre bácsi, templomszolga – Szerencsi Hugó
- Bárdos – Láng József
- Öreg horgász – Kovács Károly (hangja: Raksányi Gellért)
- Járőr – Paláncz Ferenc
- Nagy Vilmos, szántódi rendőr – Halász László
- Jani, szántódi rendőr – Téri Sándor
- Áros (beceneve: Buci), a befejező vitorlásversenyen győztes Ötvös-Áros páros másik tagja – Szabó Géza
- Öcsi, helikopter-pilóta – Márta András főhadnagy[1]
- Pincérnő a diszkóhajón – Benkő Márta
- Zsuzsi, fiatal nő a zsűrihajón – Varga Katalin
- Szerelmespár – Szűr Mari, Bars József
- Szántó János "Jana", vitorlázó – Pető János
- Kanyó István, vitorlázó – Pituk István
- Bajusz – Kalmár Lajos
- Bajusz barátja – Hegyi László
- Vályi Zoltán – Varga Károly
- Kisfiú – Juhász Tamás
- Garics János
- Fittler Dezső
- Korsós Ilona
- O. Szabó Géza

## Televíziós megjelenés
M1, M2, Duna, Szív TV, Szegedi VTV, TV2, ATV, ATV Spirit, Duna World, Filmmúzeum, Film+, Cool, PRO4 / Mozi+, Super TV2, FEM3, PRIME, Moziverzum, Győr+ TV, M5

## Érdekességek
- Ma már legendás a pofonosztó zsaru és Kardos doktor kettőse, ám a film készítése idején a szakma és a kritika meglehetősen szkeptikusan állt egy hazai bunyós-rendőrös vígjátékhoz. Problémát jelentett Bujtor számára az is, hogy fentről nem nézték volna jó szemmel, ha a gyilkos magyar állampolgár, de a nyelvi akadályok miatt külföldi sem lehetett. Így született meg kompromisszumos megoldásként a bécsi magyar, Soltész figurája.
- A forgatás első két hetében a rendőrség nem volt hajlandó együttműködni a filmesekkel, de miután a gyártásvezető a film szakértőjéül egy belügyest kért fel, a Veszprém megyei rendőrfőkapitány engedett, és több járőrkocsival is segítette a forgatást.
- A verekedések hangtechnikáját a müncheni Bavaria Filmstúdióban lesték el Bujtorék. Azt nem tudni, hogy Bud Spencer is ezt a módszert alkalmazta-e, mindenesetre a Csöpi-filmekben a német recept honosodott meg: bevittek a hangstúdióba egy félsertést és azt püfölték teljes erőből, majd visszhangot kevertek alá.
- A filmben használt kocsik közül legalább kettőn hamis rendszám látható: a nyomozók AH-s betűjelű Ladáján, meg az angol felségjelzésű sárga Mercedesen, amely ráadásul nem is jobbkormányos.
- A tihanyi parti úton lezajlott autós üldözési jelenetnél valóban megtörtént baleset nem volt betervezve, ezért a forgatókönyvet helyben átírták, s a történetbe így került egy újabb kocsi ellopása a hajsza folytatásához.[2]
- A helikopter kötélhágcsóján Soltész után repülő Csöpinek egyetlen hajfürtje se rezdül a szélben és a rotor keltette légörvényben. Bujtort ugyanis daruskocsiról lógatták le,[3] háromméteres kötéllétradarabon. A nagytotálon a kötélen Bajusz úr lógótt, aki 10.000 forintért vállalta a mutatványt.

A gipszből készült „műkincs” a filmben

- A Pogány Madonna fiktív műtárgy, amelyet gipszből készítettek és aranyszínű festékkel vontak be. A film után harminc évig a balatonföldvári Holovits György olimpikon vitorlázó tulajdonában volt, aki annak idején egy verseny fődíjaként nyerte el. Később Bujtor özvegyének, Bujtor Juditnak ajándékozta, aki azután fiának, Balázsnak adta.[4]
- A nagysikerű bemutatót követően sokan azért keresték fel a tihanyi apátság múzeumát, hogy láthassák a Pogány Madonnát. Az illetékesek nem győzték magyarázni a látogatóknak és a telefonon érdeklődőknek, hogy ilyen „műkincs” valójában nem létezik.[5] 2018 nyarán viszont ténylegesen kiállították az apátsági múzeumban az aranyfestékkel bevont gipszszobrot, hogy a közönség is megtekinthesse, azóta minden nyáron megtekinthető ott.[6]
- A múzeum a templommal egyidőben épült rendházban kapott helyet, s bár a bencés rend az 1950-es évek elejétől 1990-ig ki volt tiltva Tihanyból, a film mégis úgy mutatja be az apátságot, mintha a történet idején is a bencések egyik központi rendháza lenne, noha a kolostoregyüttest csak 1994-ben kapták vissza.[7]
- Bujtornak a vitorlázás mellett a tenisz volt a másik kedvenc sportja és kikapcsolódása. Filmbeli teniszpartnerét, Fridenzi Évát a Vasas Teniszstadionból ismerte, ahol ő és öccse, Frenreisz Károly rendszeresen játszottak párost Szabó Éváékkal.[8]
- A diszkóhajó, amelyen a film első nagy bunyója zajlik, a forgalomból a 70-es évek végén kivont, majd 1980-ban Füreden felállított Helka volt. 14 éven át üzemelt ebben a  funkcióban. Később a Bahart visszavásárolta, felújították és ismét vízre bocsátották. Nosztalgiahajóként ma is szeli a Balaton hullámait.[9]
- Bujtor egy régebbi tévéműsorban elmondta: Bud Spencer javasolta neki, hogy készítsen itthoni környezetben egy „piedonés” filmet.[10] A Pogány Madonna eredetileg kétrészes tévéfilm lett volna, de amikor Bujtor a Sándor Mátyás forgatásának szünetében találkozott Spencerrel, az olasz sztár azt javasolta neki, hogy ne televízió-, hanem mozifilmként készítse el.[11]
- A film egyik jelenetében Ötvös Csöpi tekegolyó módjára behajít egy bűnözőt a bábuk közé. Bud Spencernek a Bűnvadászokban van egy hasonló jelenete, emiatt terjedt el az a városi legenda, hogy a Pogány Madonnából merítették hozzá az ötletet. Valójában a Bűnvadászok régebbi film (1977), csak Magyarországon később mutatták be, ez adhatta a tévhit alapját.
- A filmet májusban kezdték el forgatni, ami még kissé hűvöskés volt, emiatt van az, hogy egyes jelenetekben a szereplők öltözéke nem éppen a nyarat idézi.[11]

## Digitalizálás
- A filmet a Magyar Nemzeti Digitális Archívum és Filmintézet 2011-ben digitálisan felújította. A felújított változatot 2012. augusztus 14-én mutatták be az M1 csatornán.